# الجامعة العربية المفتوحة
الجامعة العربية المفتوحة هي جامعة عربية إقليمية غير ربحية، انبثقت فكرتها على يد مؤسسها الأمير طلال بن عبدالعزيز حين أعلن في عام 1996 عن مبادرته لإنشاء جامعة عربية مفتوحة ككيان أكاديمي تعليمي غير تقليدي وكمؤسسة تسهم في توجيه التنمية في المجالات العلمية والاجتماعية والثقافية، ودعم بناء أفراد المجتمعات العربية وتهيئتهم بالعلم والمعرفة والممارسية التطبيقية. تطورت تلك المبادرة في عام 2002 م لتترجم على أرض الواقع  في المملكة العربية السعودية و 9 دول عربية إلى جامعة متكاملة بتعاون مشترك مع الجامعة المفتوحة بالمملكة المتحدة.
للجامعة ثمانية فروع في الوطن العربي وهي: الكويت، السعودية، مصر، الأردن، لبنان، البحرين، السودان، سلطنة عمان وفلسطين، 

## الشراكة مع الجامعة المفتوحة في المملكة المتحدة
عقدت الجامعة العربية المفتوحة مع الجامعة المفتوحة في المملكة المتحدة والتي تعد من الجامعات المتميزة والأعرق على المستوى العالمي اتفاقية شراكة تتيح للجامعة الحق باستخدام وتوفير الموارد التعليمية والمواد العلمية والحقائب الدراسية التي تشتمل على الموارد السمعية والبصرية ويتبع ذلك بطبيعة الحال التزام متواصل من الجامعة العربية المفتوحة بمعايير الجودة، خاصةً ما تمليه مثل هذه المعايير لدى مؤسسة الجودة البريطانية، وتقديم التقارير السنوية التي تدل على الالتزام بهذه المعايير إلى مركز الشمولية والشراكة التعاونية بالجامعة المفتوحة بالمملكة المتحدة Centre for Inclusion and Collaborative Partnerships CICP، ووفقا لهذه الشراكة يقوم ممثلي المركز بزيارات دورية للجامعة العربية المفتوحة وفروعها منها الزيارات التشاورية أو زيارات متابعة لإعداد الترتيبات اللازمة لاعتماد فروع الجامعة العربية المفتوحة الجديدة كما يقوم المركز بإعداد مؤتمرات الشراكة وأيضاً يقوم بمتابعة التوصيات الناجمة عن الزيارات الميدانية أو التقرير السنوي.
وقد مهد هذا الاتفاق إلى تأطير التعاون بين المؤسستين في عدة مجالات منها طرح وترخيص البرامج الدراسية المستمدة من الجامعة المفتوحة - المملكة المتحدة حيث تم الاتفاق مع الجامعة المفتوحة – المملكة المتحدة على طرح ثلاثة برامج دراسية مستمدة من برامجها على مستوى الدرجة الجامعية الأولى (بكالوريوس اللغة الإنجليزية وآدابها، بكالوريوس تقنيات المعلومات والحوسبة والجرافيك وبكالوريوس إدارة الأعمال) وقد تم اعتمادها في ديسمبر 2003 ولمدة أربعة سنوات ومن ثم أعيد تجديد الاعتماد المؤسسي في عام 2007 وقد حصلت الجامعة في عام 2012 على الاعتماد المؤسسي والبرامجي لمدة خمس سنوات أخرى

## أهداف الجامعة
يمثل توفير فرص التعليم العالي لأكبر عدد ممكن من الراغبين فيه من أبناء الوطن العربي أهم الأهداف التي أنشئت الجامعة العربية المفتوحة من أجلها. وبالإضافة إلى هذا المقصد، فإن هناك أهدافاً أخرى تسعى الجامعة إلى تحقيقها، ومن بينها: إتاحة المجال بأبناء الوطن العربي لمواصلة التعلم والتخصص في مختلف حقول المعرفة، وتوفير فرص التدريب المهني لتغطية حاجات سوق العمل ومتطلبات التنمية في الوطن العربي.

## معايير القبول
تنحصر معايير القبول للبرامج الدراسية في الجامعة العربية المفتوحة في قيام الطالب بتقديم شهادة معتمدة بإنهائه المرحلة الثانوية. كما تنظر الجامعة العربية المفتوحة في قبول خريجي المعاهد المتوسطة الراغبين بالالتحاق في برامج دراسية تؤهلهم للحصول على درجة البكالوريوس أو الليسانس. بالإضافة إلى كل ذلك تنظر الجامعة العربية المفتوحة أيضاً في طلبات المتقدمين الذين أتموا بنجاح بعض البرامج الدراسية ذات الصلة في معاهد عليا معترف بها.

## وسائط التعلم
توفر الجامعة العربية المفتوحة العديد من أحدث وأنسب الوسائل التعليمية المتنوعة لطلابها حيث انها تتبنى النظام التكاملي متعدد الوسائط بما في ذلك المواد المطبوعة، والأشرطة السمعية، وأشرطة الفيديو، والأقراص المدمجة، والمناهج عبر الإنترنت. بالإضافة إلى كل ذلك، يتم توفير دعم تعليمي عن «طريق مراكز التعلم» من خلال شبكة خاصة تنقل عبر الأقمار الصناعية المتكاملة تتضمن مجموعة من المحطات الطرفية المضيفة VSAT. ويعتمد المنهاج التعليمي في الجامعة العربية المفتوحة على مزيج من الدراسات المستقلة والمحاضرات المجدولة.
وتنتشر «مراكز التعلم» التابعة للجامعة العربية المفتوحة في فروعها في كافة البلدان المشاركة وهي تعتبر جزءا لا يتجزأ من العمليات في كل فرع. وتجهز هذه المراكز تجهيزا جيدا بشبكات محلية من الحواسيب والشاشات ومرافق متعددة الوسائط.

## نظام الإشراف على الدراسة المستقلة
تقوم فلسفة نظام التعليم المفتوح على نهج التعلم المتمازج المستقل الذي يخضع للإشراف العلمي المباشر على الدارسين. فالطالب المسجل في إحدى الدورات أو المقررات يتسلم حزمة تعليمية تحتوي على مواد مطبوعة، ووسائل سمعية بصرية (أشرطة الفيديو والكاسيت)، وفي بعض الأحيان أقراصا مدمجة. وتشمل المواد المطبوعة المحتوى الشامل من القراءات وجدولا زمنيا للمهام المطلوب القيام بها أثناء الفصل الدراسي. كما أن المشاريع المتعلقة بمواضيع محددة تتم برمجتها وتوزيعها على مدة الفصل الدراسي من أجل قياس ورصد التقدم الذي يحرزه الطالب. وفي نهاية كل فصل يعقد الامتحان النهائي لكل مقرر وتتوزع الدرجات الإجمالية للمقرر على الامتحان النهائي والأنشطة الأخرى بنسب مختلفة. وتعقد الامتحانات النهائية في جميع فروع الجامعة في نفس التاريخ والتوقيت حيث يتم التحكم فيها مركزيا من المكتب الرئيسي للجامعة في الكويت. وتخصص نسبة 50% من الدرجة للامتحان النهائي في كل مقرر بينما تتوزع النسبة المتبقية (50%) على الأنشطة الأخرى بما في ذلك أعمال السنة والاختبارات الشهرية TMA.
وتعتبر المحاضرات التي تعقد بصفة منتظمة ودورية وفقاً لجدول زمني معد سلفا من ضمن أهم عناصر التعلم الذاتي المستقل في الجامعة العربية المفتوحة. وتهدف تلك المحاضرات إلى إرساء التواصل بين الطالب والمعلم كما أنها توفر منبرا لتبادل الخبرات في مختلف جوانب التعليم المتمازج والتعلم الذاتي والتعلم بالإلكتروني والتي من شأنها أن تسهم في تعزيز أواصر العلاقة بين الطلاب أنفسهم.

## منظومة متكاملة للتعلم
من حيث المبدأ، يقوم مشرف تعليمي متخصص بالإشراف على 20 طالبا، ويتم إعداد الجدول الزمني للمحاضرات قبل بدء الفصل الدراسي. وفي حين أن هذه اللقاءات تسمح بالتفاعل الإيجابي بين المعلمين والطلاب إلا أنها تحفز الطلاب أيضاً على البحث واستكشاف مصادر معلومات أخرى يجدونها من خلال الدعم اللوجستي في «مراكز التعلم».
وترتبط «مراكز التعلم» في كافة فروع الجامعة العربية المفتوحة بعضها ببعض عن طريق شبكة الأقمار الصناعية المتكاملة التي تدعمها مجموعة من المحطات الطرفية المضيفة VSAT. وتلعب مختبرات الحاسوب والوسائط المتعددة دوراً أساسياً في تعزيز تجربة التعلم. وستعمم هذه المختبرات في كافة «مراكز التعلم» كجزء لا يتجزأ من الدعم اللوجستي لعملية التعلم. وتنظر الجامعة في تبني خطط مستقبلية لاستخدام أشكال مختلفة من تكنولوجيا المعلومات بما في ذلك الإنترنت كوسيلة لتقديم المحاضرات والدعم، وهي محاور تشكل العناصر الأساسية (كليا أو جزئيا) للتخطيط الإستراتيجي للجامعة العربية المفتوحة.

## التخصصات المتاحة
تقدم الجامعة العربية المفتوحة مجموعة من برامج البكالوريوس في مجالات تخصصية مختلفة وهي كالتالي:
- تخصص اللغة الإنجليزية وآدابها حيث يتفرع منه المسارين:
- اللغة الإنجليزية وآدابها
- اللغة الإنجليزية وآدابها مع إدارة الأعمال

- برنامج تقنية المعلومات والحوسبة يتفرع منه
- تقنية المعلومات والحوسبة
- تقنية المعلومات والحوسبة مع إدارة الأعمال
- تقنية المعلومات وتامين الشبكات
- تقنية المعلومات والاتصالات
- تقنية المعلومات وتصميم المواقع

- برنامج إدارة الأعمال يتفرع منه
- تسويق
- نظم ادارية
- اقتصاد
- محاسبة
- تصميم جرافيك وتكنولوجيا الوسائط المتعدده

## شروط القبول في برامج البكالوريوس
تشترط الجامعة العربية المفتوحة أن يكون المتقدم لأي من برامج درجة البكالوريوس المختلفة التي تقدمها حاصلا على شهادة الثانوية العامة (بجميع فروعها) أو ما يعادلها. وتحرص الجامعة على قبول أكبر قدر ممكن من المتقدمين لبرامجها وفقاً للإمكانيات البشرية والتجهيزات المتاحة لها.

## تحديد المستوى اللغوي
تعقد الجامعة العربية المفتوحة امتحانا لتحديد مستوى الطلبة المقبولين الجدد في برامج البكالوريوس والبكالوريوس التكميلي في التربية باللغة العربية

## شروط تغيير التخصص
- تعبئة نموذج طلب التحويل وتقديمه خلال الفترة التي تحددها إدارة القبول والتسجيل.
- يحتسب للطالب عند التحويل المقررات التي اجتازها بنجاح والتي تتفق مع متطلبات البرنامج الذي انتقل إليه.
- استيفاء الطالب للشروط الخاصة التي تضعها العمادة المسؤولة عن البرنامج الذي يرغب التحويل إليه. ونختلف شروط قبول طلبات التحويل من عمادة إلى أخرى.

## التحويل بين الفروع
له عدة شروط
- تعبئة نموذج طلب التحويل وتقديمه إلى مسؤول القبول والتسجيل في الفرع الذي يدرس فيه الطالب.
- مواصلة الدراسة في نفس التخصص الذي كان يدرسه في الفرع السابق.
- يتم التحويل من بداية الفصل الجامعي الذي يلي انتقال الطالب إلى بلد الفرع الجديد.
- تخضع المقررات التي يسجلها الطالب في الفرع الجديد للرسوم المحددة ولذلك الفرع.

## القبول
• تقوم الجامعة بعمل اختبارات لتحديد مستويات الطلبة في اللغة الإنجليزية، حيث ان معظم المواد والمناهج تم اعدادها باللغة الإنجليزية وفق معايير الجامعة المفتوحة بالمملكة المتحدة. لذا فإن اجادتها مطلب اساسي لكي يتمكن الطالب من دراسة المقررات.
• تشترط الجامعة العربية المفتوحة حضور حلقات التعليم المباشر حضور طبقا لانظمتها ما يعادل (25%) من الوقت المخصص لكل مادة.
• تنفيذ الواجبات التي تتطلبها الدراسة واجتياز الامتحانات.

## مقررات متطلبات الجامعة
هي مقررات يجب على الطالب دراستها، ولا يمكن التخرج بدون انهاءها واجتيازها.
• مقرر مهارات اللغة العربية (مستوى 111، ومستوى 112) لاعداد الطالب لاستخدام اللغة العربية بصورة جيدة ورفع مستواه اللغوي لكتابة التقارير
• مقرر مهارات اللغة الإنجليزية (مستوى 111، مستوى 112)لاعداد الطالب لاستخدام اللغة الإنجليزية بصورة جيدة ورفع مستواه اللغوي لكتابة التقارير
وهاذين المقررين قد يستطيع الطالب اجتيازهم من خلال اختبار القبول وتحديد المستوى عند التسجيل.
• مقرر الحاسب الالي والإنترنت (TU170)
• مقرر مهارات الدراسية الذاتية تقدم للطالب معلومات عن نظام التعليم المفتوح والمهارات المطلوبة له، ومنها مهارات اساسية مثل القراءة والكتابة والتعريف بانواعهما لاستخدامها في دراسته.

## الخطة الدراسية
نعم، وتعتمد على تقسيم المقرر على اسابيع الفصل الدراسي، بحيث يقوم الطالب بدراسة المواضيع التي تخص كل اسبوع، ولها فوائد كثيرة، منها تخفيف الضغوط وقت الاختبارات، الإلمام بما يتم شرحة بالمحاضرات، الإلمام بما يطلب بالواجبات.

## الواجبات
الواجبات، هي تمرين واعداد للطالب لدراسة المادة، ولكن يتم مكافأته على اجتهاده فيها بدرجات، كالتالي:
• الواجب الأول تكون الدرجة (15) درجة من اجمالي درجات المادة.
• الواجب الثاني وعليه (25) درجة تقريبا من درجات المادة.
- بالنسبة لمواد التخصص فيكون هناك أكثر من (5) واجبات وتوزع الدرجات عليها بالتساوي تقريبا..

تعتبر الواجبات والامتحان الفصلي وسائل للاستعداد للامتحان النهائي لكل مادة لذا يجب الاهتمام بها، ومحاولة فهمها وتجنب النقل، ولكن يفضل دراستها وحلها عن طريق المناقشة مع الآخرين.

## الامتحانات والتقييم
يوجد نوعين للاختبارات
الأول:- اختبارات نصف الفصل الدراسي المحوسب (يكون الاختبار على حاسوب، وتكون أسئلة الاختبار اختياري وصح وخطأ وكل سؤال له درجة واحده)
وتم تقدير (30) درجة لها من مجموع الدرجات، وتعتبر فرصة لاعدادالطالب للاختبارات النهائية، يتم وضع الاسئلة والتصحيح من قبل المدرس في الجامعة نفسها.
الثاني: اختبارات في نهاية القصل الدراسي المحوسب (يكون الاختبار على حاسوب، وتكون أسئلة الاختبار اختياري وصح وخطأ وكل سؤال له درجة واحده)
وترتكز عليها نصف الدرجات المخصصة للمقرر (50) درجة، ويتم وضع الاسئلة وتحديد مواعيد الاختبارات من قبل المركز الرئيسي، بينما التصحيح في فرع الجامعة بالبحرين.

## عدد ساعات الفصل الدراسي
يعتمد هذا القرار على عدة اعتبارات وهي:
• تناسب المقرر مع الخطة الدراسية
• طبيعة المادة ودرجة الصعوبة
• حجم المقرر وعدد الساعات
• الوقت المتاح لك للدراسة
- ملحوظه//كأقصى حد هو 20-21 ساعه ولكن يتم التجاوز عن هذا الحد في حال تبقى القليل لتخرج

## شروط اجتياز المواد
ويتم الحرمان من دخول الاختبار النهائي في حالة الغياب لأكثر من (25%) اللقاءات المخصصة للمادة.
لاجتياز المادة يجب الحصول على 50 % من درجة الاختبار.

## فروع الجامعة
- الكويت «المقر الرئيسي»
- الجامعة العربية المفتوحة (السعودية)
- الجامعة العربية المفتوحة (مصر)
- الجامعة العربية المفتوحة (الأردن)
- الجامعة العربية المفتوحة (فلسطين)
- لبنان
- البحرين
- سلطنة عُمان
- السودان